# هوراشیو (کارولینای جنوبی)
هوراشیو (به انگلیسی: Horatio) یک منطقهٔ مسکونی در ایالات متحده آمریکا است که در شهرستان سومتر، کارولینای جنوبی واقع شده‌است.